# Albi (Italia)
Albi es una localidad italiana de la provincia de Catanzaro, región de Calabria, con 1.052 habitantes.

## Evolución demográfica
| Gráfica de evolución demográfica de Albi entre 1861 y 2001 |
|                                                            |
| Fuente ISTAT - Elaboración gráfica por parte de Wikipedia  |